# Tenn (Einheit)
Tenn war eine englische Masseneinheit für Steinkohle.
- 1 Tenn = 2 Keels = 12 Score = 16 Chaldrons (Newcastler Maß) = 240 Körbe = 20 Wagen
  - 1 Wagen ≈ 2 Tonnen oder 15 Schiffspfund

Beachte: Nicht mit Ten (Einheit) verwechseln